# Doomsday Book
Doomsday Book (인류멸망보고서, Inryu myeongmang bogoseo; lit. "Informe sobre la destrucció de la humanitat") és una pel·lícula de ciència-ficció d'antologia de Corea del Sud del 2012 dirigida per Kim Ji-Woon i Yim Pil-sung. Explica tres històries úniques d'autodestrucció humana a l'era moderna d'alta tecnologia, alhora que mostra una forma alternativa d'humanitat i compassió genuïnes. A Brave New World és una sàtira política sobre un brot viral de zombis; Filosofies The Heavenly Creature sobre si un robot pot aconseguir la il·luminació; i a Happy Birthday una família disfuncional s'uneix enmig d'un apocalipsi.
Va guanyar el primer premi al FanTasia de 2012. El jurat l'ha premiat amb el premi Cheval Noir a la millor pel·lícula per "la seva intel·ligència i originalitat",
.

## Producció
Doomsday Book va ser concebut originalment com una pel·lícula d'antologia de tres parts que seria dirigida per Kim Ji-Woon, Yim Pil-sung i Han Jae-rim. El rodatge va començar el 21 de maig de 2006, però poc després de Kim i Yim havien rodat els seus segments, el finançament es va ensorrar i la pel·lícula es va suspendre. El tercer segment de Han titulat "The Christmas Gift" (una SF musical basat en el relat d’ O. Henry The Gift of the Magi, sobre els desitjos primordials d'una dona que sorgeixen quan s'enfronta a la seva última oportunitat de sobreviure després de presenciar la fi del món) mai va ser rodat, i els dos terços van romandre inèdits.
Però el 2010, amb el suport del nou inversor TimeStory, el rodatge es va reiniciar tranquil·lament amb Yim i Kim col·laborant en una nova tercera entrega de la trilogia amb Yim com a director principal i Kim en un paper més de "director convidat".
Es va vendre prèviament a sis països al Mercat de Cinema de Berlín i es va projectar al Festival de Cinema de Canes.

## Argument

### A Brave New World
(멋진 신세계 Mutjin Sinsegye)
Quedat sol després que els seus pares marxen de vacances a l'estranger amb la seva germana, el científic investigador friki Yoon Seok-woo (Ryoo Seung-bum) elimina les escombraries acumulades al pis familiar, que inclou una poma podrida. Mitjançant el sistema d'eliminació de residus, la poma entra a la cadena alimentària en forma de pinso reciclat per a vaques. Seok-woo i la seva cita, Kim Yoo-min (Go Joon-hee), acaben menjant la vedella tòxica durant una barbacoa un vespre, i aviat ells i la resta de la població es converteixen en zombis carnívors.
Dirigida per Yim Pil-sung. Escrit per Yim Pil-sung, Lee Hwan-hee. També protagonitzada per Kim Roi-ha (com el pare de Seok-woo), Lee Kan-hee (com la mare de Seok-woo), Hwang Hyo-eun (com la germana de Seok-woo), Ma Dong -seok (com a estudiant desordenat), Jung Woo (com a Joong-dong), Choi Deok-moon (com a cuiner), Kim Mu-yeol (com a Ji-ho ), Bong Joon-ho (com a Lee Joon-ho), Park Ho-young (com a Park Ho-young) i Yoon Je-moon (com a Joo Je-moon).

### The Heavenly Creature
(천상의 피조물 Chunsangui Pijomul)
Park Do-won (Kim Kang-woo), un jove tècnic empleat per la corporació de robòtica UR International, és cridat per comprovar un robot RU-4 anomenat In-myung (amb la veu de Park Hae-il ) emprat en un monestir budista. In-myung s'ha convertit en budista i afirma haver aconseguit la il·luminació; Els monjos volen saber si realment n'és un o només un robot amb una fallada tècnica. Do-won dóna a In-myung una bona nota de salut tècnica, però diu que no està qualificat per fer-ne més. Més tard, el president de la UR, Kang (Song Young-chang), i el seu equip dirigit per l'executiu d'investigació Min (Kim Seo-hyung), arriben al monestir per desmantellar In-myung, argumentant que és una sèrie antiga. Do-won i Bodhisattva Hye-joo (Kim Gyu-ri) intenten salvar el robot de la seva imminent desaparició.
Escrita i dirigida per Kim Ji-Woon. Història original de Park Seong-hwan. També protagonitzada per Jo Yoon-hee (com Ji-eun), Lee Bong-gyu (com el monjo Joo-ji) i Jung Jae-jin (com a líder espiritual).

### Happy Birthday
(해피 버스데이)
La jove Park Min-seo (Jin Ji-hee) demana en secret una bola 8 de reemplaçament des d'un lloc web estrany, de manera que el seu pare obsessionat pel billar (Lee Seung-joon) i l'oncle nerd Hwan (Song Sae-byeok) no notaran que l'ha fet malbé. Llança la bola original per la finestra i cau per un forat del carrer. Dos anys més tard, Corea del Sud està amenaçada per un asteroide que sembla exactament una versió gegant de la bola 8. Al seu refugi subterrani, la família intenta cancel·lar l'ordre a través del lloc web extraterrestre. Deu anys més tard, l'adult Min-seo (Bae Doona) i la seva família emergeixen del seu refugi.
Dirigida per Yim Pil-sung. Escrita per Yim Pil-sung, Jang Jong-ah. Història original de Park Su-min. També protagonitzada per Yoon Se-ah (com a mare de Min-seo), Ryu Seung-soo (com a presentador de notícies), Lee Young-eun (com a presentadora de notícies Lee Eun-kyung), John Kim (com a antic investigador de la NASA), Kevin Lee (com a persona de recursos del Ministeri de Ciència i Tecnologia), Oh Jae-min (com a canal masculí de compres domèstiques), Kim Ok-jin (com a presentadora del canal de compres a casa), Jung Chul (com a model de compres a casa 1), Jo Seung-min (com a model de compres a casa 2), Nam Yoon-young (com a model de compres a casa 3), Go Joon-hee (com a noia del temps), Lee Kyung-ho (com a erudit de signes) i Lee Sang-joon (com a missatger Galaxy).

## Premis i nominacions
2012 FanTasia
- Premi Cheval Noir

2013 Asian Film Awards
- Nominació - Millors efectes visuals - Kwak Tae-yong, Hwang Hyo-kyun, Im Jung-hoon